# FC 마르티그
풋볼 클루브 드 마르티그(Football Club de Martigues, FC Martigues)는 프랑스 마르티그를 연고지로 하는 축구 클럽이다. 현재 레지옹 1에 소속되어 있다. 1921년 설립 되었다.

## 선수 명단

### 현역
참고: FIFA 자격 규정에 따라 소속된 국가대표팀 국기를 표시합니다. 선수는 복수의 FIFA 비회원국 국적을 가지고 있을 수 있습니다.
| 번호 | 포지션 | 국적       | 이름            |
| ---- | ------ | ---------- | --------------- |
| 18   | DF     | 모로코     | 아요브 암라우이 |
| 20   | GK     | 마르티니크 | 야닉 에틸레     |
| 23   | MF     | 말리       | 마하메 시비     |

| 번호 | 포지션 | 국적     | 이름                |
| ---- | ------ | -------- | ------------------- |
| 39   | DF     | 과들루프 | 나다나엘 세인트니니 |